# Mega Bloks

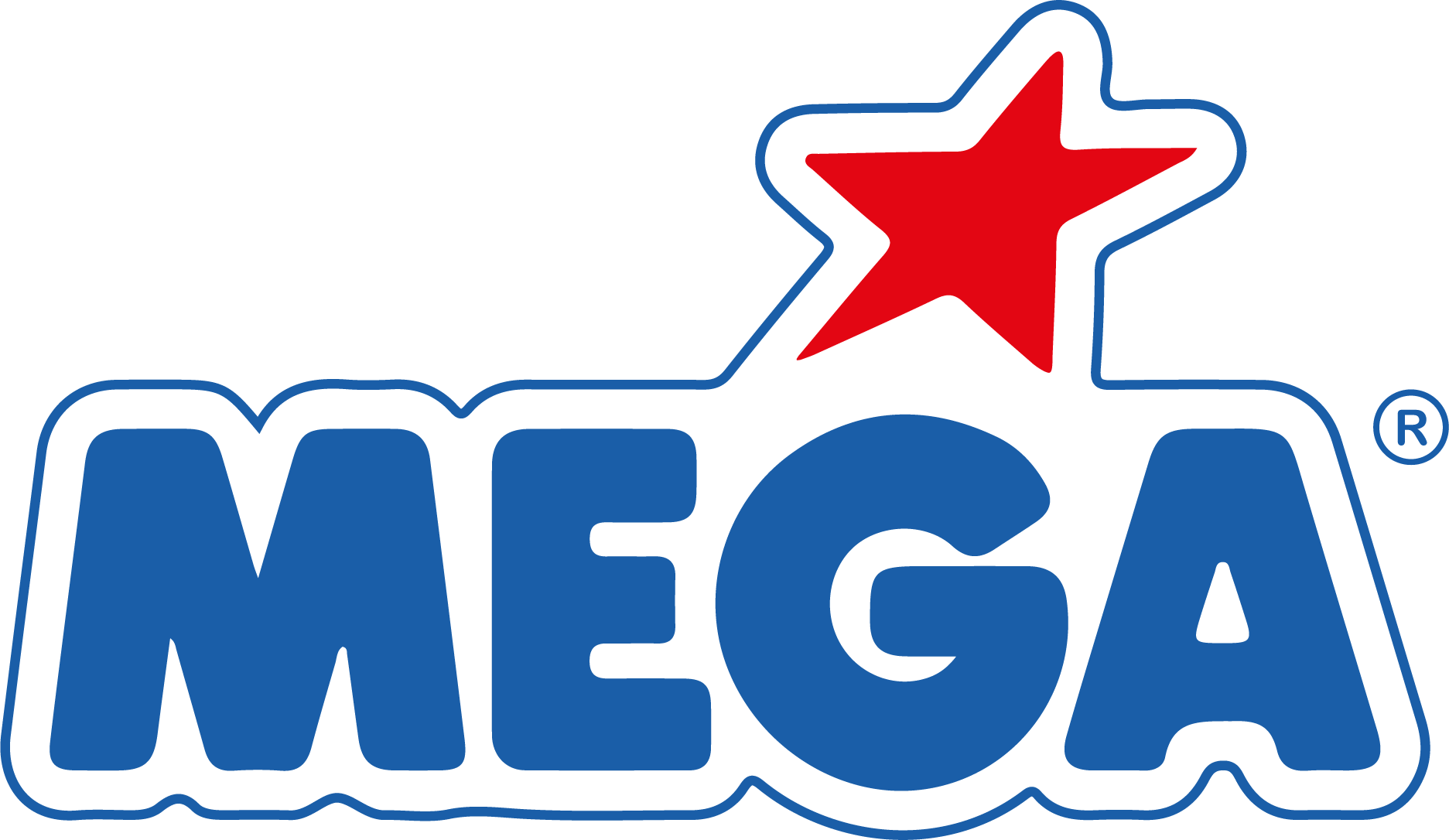
Logo

Mega Brands, Incorporated, Mega Bloks – jeden z wiodących producentów zabawek w Ameryce Północnej. Przedsiębiorstwo zostało założone w Kanadzie w 1967 roku.